# Helmut Schulte
Helmut Schulte (Lennestadt, 14 settembre 1957) è un dirigente sportivo e allenatore di calcio tedesco.